# Sidney Cinti
Sidney Cinti (Araraquara, 14 de julho de 1946 - 8 de junho de 2016) foi um político brasileiro.  Filho do casal Nelson Cinti e Aparecida de Lima Cinti, foi prefeito da cidade de Araçatuba de 1983 a 1986 e vereador de 1989 a 1992 e de 2001 a 2004. Em 1992 e 2012 foi candidato a prefeitura não conseguindo votos suficientes para sua eleição. De 1995 a 1998 foi deputado estadual.
Cinti foi idealizador do calçadão (Ruas Marechal Deodoro e Princesa Isabel) de Araçatuba, em 1984, lugar onde atualmente possui um centro comercial desenvolvido, apesar da opinião contrária dos comerciantes do local alegando que as obras trariam prejuízo aos seus negócios. O local consiste em um corredor comercial onde o trânsito é permitido apenas a pedestres, calçado por pedra portuguesa. 
Em 1986 renunciou ao mandato de prefeito de Araçatuba para escapar de uma possível cassação por irregularidades na sua administração, envolvendo o Projeto Cura do Governo Federal. Como deputado foi membro efetivo das comissões permanentes de Economia e Planejamento; da Segurança Pública; e de Fiscalização e Controle e suplente na Comissão de Constituição, Justiça e Redação.